# Хесус Навас
Хесу́с На́вас Гонса́лес (ісп. Jesús Navas González; нар. 21 листопада 1985, Лос-Паласіос-і-Вільяфранка, Іспанія) — іспанський футболіст, що грав на позиції правий захисника. У складі збірної Іспанії чемпіон світу 2010 року і дворазовий чемпіон Європи (2012, 2024).

## Клубна кар'єра
Вихованець юнацьких команд футбольних клубів «Лос-Паласіос» та «Севілья».
У дорослому футболі дебютував 2001 року виступами за команду дублерів «Севільї» («Севілья Б»), у складі якої до 2003 року взяв участь у 49 матчах чемпіонату.
До складу основної команди «Севільї» почав потрапляти 2003 року. Поступово став ключовою фігурою у півзахисті команди. Всього встиг відіграти за клуб з Севільї 284 матчів в національному чемпіонаті. У складі цієї команди двічі ставав володарем Кубка УЄФА, виборював Суперкубок УЄФА.
1 липня 2013 року Навас перейшов у стан «Манчестер Сіті». За трансфер було заплачено близько €25 млн. Дебютував за новий клуб у матчі з «Ньюкасл Юнайтед». Матч закінчився з рахунком 4:0 на користь «містян». Перший гол за новий клуб забив у кубковому матчі проти «Віган Атлетік». У чемпіонаті відзначився дублем у ворота «Тоттенгем Готспур», а також однією гольовою передачею. Всього провів за «містян» чотири роки.
1 серпня 2017 року повернувся до іспанської «Севілью». Футболіст уклав чотирирічний контракт з іспанським клубом. Раніше повідомлялося, що 31-річний гравець буде заробляти в севільський команді близько € 2 млн на рік.[джерело?]

## Кар'єра в збірній
Протягом 2004—2005 років залучався до складу молодіжної збірної Іспанії. На молодіжному рівні зіграв у 5 офіційних матчах.
2009 року дебютував в офіційних матчах у складі національної збірної Іспанії. У складі збірної був учасником чемпіонату світу 2010 року в ПАР, здобувши того року титул чемпіона світу.
16 листопада 2023 року матч відбіркового турніру до чемпіонату Європи 2024 року проти збірної Кіпру став ювілейним, 50-м, у складі збірної Іспанії.

## Досягнення

### Командні
«Севілья»
- Володар Кубка УЄФА/Ліги Європи (4): 2005-06, 2006-07, 2019-20, 2022-23
- Володар Суперкубка УЄФА: 2006
- Володар Кубку Іспанії (2): 2006-07, 2009-10
- Володар Суперкубка Іспанії: 2007

«Манчестер Сіті»
- Чемпіон Англії: 2013-14
- Володар Кубка Футбольної ліги (2): 2013-14, 2015-16

Збірна Іспанії
- Чемпіон світу: 2010
- Чемпіон Європи (2): 2012, 2024[6]
- Переможець Ліги націй УЄФА: 2022-23